# Zlatice prostřední
Zlatice prostřední (Forsythia × intermedia) je ozdobný keř z čeledi olivovníkovitých. 

## Název
Pro keř se často používá lidové označení zlatý déšť. Vědecké rodové jméno připomíná britského botanika Williama Forsytha, ředitele královské zahrady v Kensingtonu.

Lidový název zlatý déšť je shodný pro všechny zlatice (Forsythia), ale i pro prudce jedovatý keř nebo strom štědřenec odvislý (Laburnum anagyroides) z čeledi bobovité.

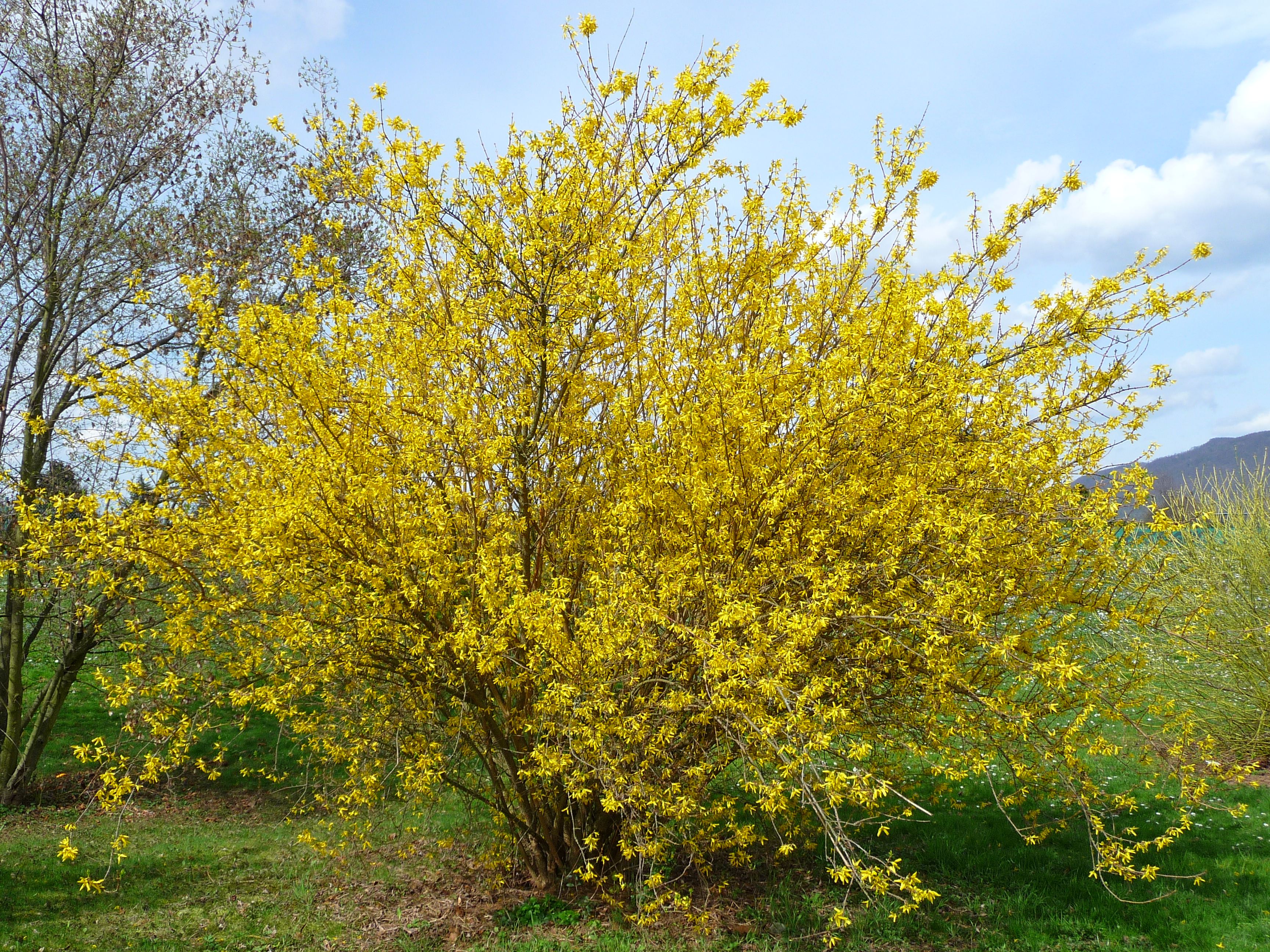
Keř zlatice

## Synonymum
- Forsythia intermedia

## Velikonoce
Mnoho domácností v České republice mívá o Velikonocích pár větviček tohoto keře.[zdroj?]

## Pěstování
Zlatice je nenáročný keř; více mu vyhovují lehčí humózní záhřevné a dostatečně vlhké půdy a slunné polohy. V polostínu špatně kvete. Množí se řízkováním. Pravidelně řezané rostliny kvetou, pokud se mladé, letošní výhony řežou po odkvětu (do poloviny července). Řezem v předjaří je vždy omezen hlavní efekt dřeviny – dekorativní kvetení. Podstatně vhodnější je tedy řez během června a července.
Na vhodném stanovišti lze zlatici pěstovat bez řezu, ale se zmlazením (jednou za tři až čtyři roky). Zmlazení lze provést v předjaří. Po zmlazování může změnit charakter růstu, někdy po silném zmlazení rok nebo dva zlatice vytváří deformované, převislé, plazivé výhony.
Druh lze pěstovat i v nádobách nebo jako bonsaj.

## Kultivary
Kultivary se od sebe liší zejména výškou a tvarem rostliny.
- Forsythia × intermedia 'Arnold Dwarf' – výška pouze do 0,5 m
- Forsythia × intermedia 'Beatrix Farrand'
- Forsythia × intermedia 'Densiflora'
- Forsythia × intermedia 'Japonova' – výška pouze do 0,5 m
- Forsythia × intermedia 'Karl Sax'
- Forsythia × intermedia 'Lynwood'
- Forsythia × intermedia 'Maluch' – výška pouze do 0,5 m
- Forsythia × intermedia 'Spectabilis'
- Forsythia × intermedia 'Sping Glory'
- Forsythia × intermedia 'Primulina'
- Forsythia × intermedia 'Parkdekor'
- Forsythia × intermedia 'Goldzauber'